# Manfred Bayer
Manfred E. Bayer (Görlitz, 22 de septiembre de 1928-Crozet, 27 de febrero de 2015) fue médico y microscopista germano-estadounidense. Es mejor conocido por su investigación en infraestructura bacteriana y viral mediante microscopía electrónica. Fue la primera persona en visualizar el virus de la fiebre amarilla en células cultivadas y en obtener secciones ultrafinas de la pared celular de E. coli mediante penicilina.

## Biografía

### Primeros años
Nació en Görlitz, Prusia. Ingresó a la Universidad de Kiel, para realizar estudios superiores en biología y obtuvo su título en 1949. Estudió medicina en la Universidad de Hamburgo, completando su formación clínica en 1953. Se matriculó en física en la misma universidad y se licenció en 1959. Su investigación sobre patología le permitió convertirse en investigador asociado en la Universidad de Hamburgo. También realizó su diploma en medicina tropical y parasitología en la Universidad de Hamburgo.

### Carrera
Se desempeñó como miembro asistente del Instituto de Enfermedades Tropicales y Parasitología. Posteriormente, se incorporó al Instituto de Investigación del Cáncer (ahora Fox Chase Cancer Center en Filadelfia) como investigador asociado. También fue profesor de Microbiología en la Facultad de Medicina de la Universidad de Pensilvania de 1971 a 2000. Fue profesor visitante honorario en la Universidad de Dalhousie en Halifax.
Es conocido por su investigación sobre el uso de resinas de inclusión solubles en agua en microscopía electrónica. El uso de resinas solidificará las muestras para poder obtener secciones delgadas para micrografía electrónica. También se le atribuye el descubrimiento de las unidades estructurales del virus de la hepatitis. Este descubrimiento fue crucial para la invención de la vacuna contra la hepatitis.

### Vida personal
Falleció el 27 de febrero de 2015 en su casa de Crozet, Virginia.

## Premios y honores
Ganó el premio de la Sociedad Japonesa para la Promoción de la Ciencia. Fue miembro editorial del Journal of Bacteriology. Recibió una beca de investigación de Lyme Disease Association Inc. por su investigación sobre los efectos de los campos magnéticos de baja frecuencia en Borrelia burgdorferi.